# 백운천
백운천(白雲川)은 수락산 또는 불암산에서 흘러내려오는 하천의 하나다. 그러나 하천이라기보다는 계곡에 가까울 정도로 작다. 중랑천과 합류하는 부분이 복개되어 있다.